# Акрешори
Акрешóри (з 1946 по 1993 — Бабинопілля) — гірське село в Україні, у Яблунівській селищній громаді Косівського району Івано-Франківської області.

## Географія
Село Акрешори розбудоване в улоговині, навсебіч оточеній горами. Розташована за 32 км на південний захід від м. Коломия. Через поселення протікає річка Акра.
Розташоване між селами Текуча та Космач. 
Присілки: Гори, Городи, Підгай, Косів, Млинці, Морданівка, Ґрунь, Верх, Озеро, Зелене.

## Назва
Назва села походить від назви місцевої річки Акра. 
7 червня 1946 року указом Президії Верховної Ради УРСР село Акрешори Яблунівського району перейменовано на село Бабинопілля і Акрешорівську сільську раду — на Бабинопільська. 11 червня 1993 р. селу повернуто історичну назву. 

## Історія
Поселення людей, яке згодом переросло в Акрешори, було тут ще в X столітті. Згодом вихідці з Акрешор почали засновувати поруч поселення, з яких почали утворюватися нові села. Акрешори дали початок таким навколишнім селам як Космач, Текуча та іншим.
На початку німецько-радянської війни в селі у липні 1941 року були угорські війська. Німці, перебравши у серпні владу мадярів, учинили серію терористичних актів: арештували і розстріляли членів ОУН, які повиходили з підпілля, організували штучний голод. За роки окупації вивезли на примусові роботи до Німеччини близько 20 чоловік. На радянсько-німецькому фронті загинуло 5 акрешорців, від рук фашистських окупантів — 3 чол. В УПА полягли 8 чол., троє загинули в радянських в'язницях та концтаборах. Багатьох вивезено до Сибіру, а майно пограбовано (за неповними даними — 22 чол.), 15 чоловік стали жертвами відплатних операцій ОУН-УПА проти активістів радянської влади.

## Художня діяльність
З художніх промислів найбільш розвинуте писанкарство (розписують акрешорці як дерев'яні писанки, так і писанки з курячих яєць). Акрешорські писанки зберігаються у краєзнавчих музеях області та за її межами. Знають про них і у США, Канаді, Австрії, Німеччині, Польщі, інших країнах.

## Пам'ятки
У селі знаходиться хрест на честь скасування панщини, відновлений у 1991 році; могила вояків УПА, освячена в 1992 р.; могила невідомому солдату; алея слави, прокладена в честь перемоги над фашизмом, освячена в 2003 р.; пам'ятник Т. Г. Шевченку, освячений у 1998 році; хрест воїнам УПА, котрі прийняли тут нерівний бій з енкаведистами.

## Церква
Церква Св. Великомучиника Димитрія 1900 р. Належить до ПЦУ. Настоятель протоієрей Василь Бойчук.

## Відомі персоналії
Андріан Добрянський (нар. Акрешори; 7 вересня 1867 р) — греко-католицький священник, душпастир численних парафій Галичини і Буковини, офіційний капелан української скаутської організації "Пласт" у Бучачі  (1867-1935).